# Jezioro Kopań
Der Jezioro Kopań, deutsch Vitter See, ist ein Binnensee in der polnischen Woiwodschaft Westpommern.   Das Gewässer liegt in Hinterpommern, im Kreis Sławno (Schlawe) im Gebiet der Landgemeinde Darłowo (Rügenwalde).
Der Vitter See, 10 Kilometer nordöstlich von Darłowo (Rügenwalde) und 20 Kilometer nordwestlich von Sławno (Schlawe), ist ein Strandsee in unmittelbarer Nähe zur Ostsee. Am See gelegen sind die Ortschaften Kopań (namensgebender Ort im Polnischen, Kopahn) im Süden, Wicie (Vitte, namensgebender Ort im Deutschen) im Nordosten und Palczewice (Palzwitz) im Osten.
Mit einer Länge von 5 Kilometern und einer Breite von 2,2 Kilometern bedeckt der See eine Fläche von 7,9 km². Seine durchschnittliche Tiefe beträgt 1,9 Meter, seine maximale Tiefe 3,9 Meter. Er wird zur Ostsee hin durch einen Kanal (Tief) entwässert. Ein weitverzweigtes Grabensystem sorgt für die Wasserführung in dem Niederungsgebiet zwischen dem Vitter See und dem Vietzker See (polnisch: Jezioro Wicko).
Der Vitter See ist von einem breiten Schilfgürtel umgeben. Er ist sehr fischreich und zieht zahllose Wasservögel an.
Seit Mitte des 19. Jahrhunderts wurden die Wanderdünen durch Abdecken und mit Grassoden und Bepflanzen mit Strandhafer und Birken, Erlen, Kiefern und Fichten erfolgreich befestigt. Der Strand wurde durch das Anbringen von Buhnen gesichert.
Über die bis zu 75 Meter breite Nehrung verlief in alter Zeit ein Bernsteinstraße genannter Weg. Im Jahre 1939 legte man auf dem See einen Landeplatz für Segelflugzeuge an.